# Andrena enslinella
Andrena enslinella là một loài Hymenoptera trong họ Andrenidae. Loài này được Stoeckhert mô tả khoa học năm 1924.